# Мичиљано
Мичиљано (итал. Micigliano) је насеље у Италији у округу Ријети, региону Лацио.
Према процени из 2011. у насељу је живело 125 становника. Насеље се налази на надморској висини од 905 м.

## Становништво
Према резултатима пописа становништва 2011. у општини је живело 131 становника.
| 1936. | 1951. | 1961. | 1971. | 1981. | 1991. | 2001. | 2011. |
| ----- | ----- | ----- | ----- | ----- | ----- | ----- | ----- |
| 686   | 604   | 427   | 295   | 210   | 149   | 140   | 131   |